# Samuel Rovinski
Samuel Rovinski Gruszco (San José, 1931 - 2013) fue un escritor costarricense, autor de obras de teatro, novelas, cuentos y ensayos. En Costa Rica es considerado uno de los más importantes dramaturgos de la historia del país. Su obra más conocida es Las fisgonas de Paso Ancho (1971). Ganó el Premio Nacional Aquileo Echeverría en 1975 por su obra Un modelo para Rosaura, de cuento por La hora de los vencidos (1963) y de novela por Ceremonia de casta (1976). Fue miembro de la Academia Costarricense de la Lengua.